# 熊谷三太郎

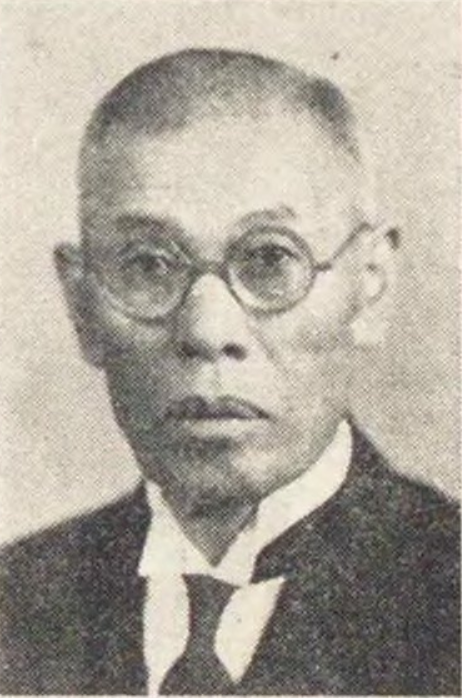
熊谷三太郎

熊谷 三太郎（くまがい さんたろう、1871年12月5日（明治4年10月23日） - 1951年（昭和26年）5月1日）は、明治から昭和時代前期の政治家、実業家、銀行家。貴族院多額納税者議員。旧姓は藤原。

## 経歴
福井県敦賀市阿曾出身。福井市の熊谷げんの養子となる。福井県立中学校を修了する。1898年（明治31年）宿布発電所の土木工事を請け負う。1907年（明治40年）中尾発電所工事で飛島組の下請けとなり、1926年（大正15年）飛島組取締役に就任。1938年（昭和13年）熊谷組を創立した。この間、1925年（大正14年）福井市会議員、同議長、福井県会議員などを歴任。ほか、熊谷組会長、第五十七銀行、中越銀行各頭取、敦賀セメント社長などを務めた。
1939年（昭和14年）福井県多額納税者として貴族院議員に互選され、同年9月29日から1947年（昭和22年）5月2日の貴族院廃止まで在任した。在任中は同成会に所属した。

## 親族
- 子：熊谷太三郎（参議院議員）[4]